# Propino
Il propino (o metilacetilene) è un alchino con triplo legame terminale CH3-C≡CH. Si usa nella saldatura a gas. Appare come un gas incolore e dall'odore caratteristico. Si decompone generando monossido di carbonio CO ed anidride carbonica CO2 causando il pericolo di un'esplosione (limiti di esplosione : 1,7 - 11,7). La sua densità relativa di vapore è 1,4 (aria = 1).